# 1396 Outeniqua
1396 Outeniqua è un asteroide della fascia principale del diametro medio di circa 10,95 km. Scoperto nel 1936, presenta un'orbita caratterizzata da un semiasse maggiore pari a 2,2472505 au e da un'eccentricità di 0,1654454, inclinata di 4,49424° rispetto all'eclittica.
L'asteroide è dedicato all'omonima catena montuosa nella Provincia del Capo un tempo abitata da una popolazione ottentotta oggi estinta.